# András Arató
Hide the Pain Harold es un meme de Internet basado en una serie de fotografías de archivo de András István Arató (nacido el 11 de julio de 1945), ingeniero eléctrico jubilado húngaro y modelo fotográfico. En 2011, se convirtió en el tema del meme debido a su expresión facial general y su sonrisa aparentemente falsa. Arató ha estado entrando y saliendo de la industria de la fotografía de archivo y la publicidad como modelo desde que reveló su identidad. Había comenzado a viajar a Turquía y Rusia con fines vacacionales y mantuvo un blog sobre su vida y sus viajes. Se dice que las fotografías asociadas a dichos viajes son la causa de la fama de Arató: Mientras estaba de vacaciones en Turquía, Arató decidió subir fotos personales de sus vacaciones al sitio de redes sociales iWiW, que fueron notadas por un fotógrafo.

## Vida personal
Nacido en 1945 en Kőszeg, Hungría, ha declarado que gran parte de su infancia fue un castaño gigantesco que crecía en su ciudad natal. Lo recordaría como si fuera un árbol de la sabiduría en su ciudad, como muchos lo hacen con los lugares emblemáticos de sus propias vidas. Completó el servicio militar obligatorio en el Ejército Popular Húngaro y en 1969, se graduó en la Facultad de Ingeniería Eléctrica de la Universidad de Tecnología y Economía de Budapest.
En 1996, Arató participó en la versión húngara de Jeopardy! (Mente vagy semmit!). Después de jubilarse, trabajó como DJ para una emisora de radio local durante cinco años. Tras revelarse su identidad, en 2019 se convirtió en el rostro publicitario de Coca-Cola en Hungría. En 2020, Arató participó en la versión húngara de Masked Singer (Álarcos énekes), como el personaje "Szörnyecske" ("Pequeño monstruo"), transmitida por la cadena de televisión RTL Klub. En 2025, Arató fue presentador en la gala de los Deportistas Húngaros del Año. Entregó el premio al "Mejor Evento Deportivo Comunitario" a la piragüista Rita Kőbán. 
Arató vive en Budapest con su esposa Gabriella, su hijo único (nacido en 1973) y su gato "Grecko". 

## Meme de Internet
Mientras Arató estaba de vacaciones, tomaba fotografías de su viaje y las subía a las redes sociales. No sólo sus amigos vieron sus fotos sino también un fotógrafo profesional, quien lo contactó diciéndole que estaba buscando un modelo y le ofreció una invitación a una sesión. Arató aceptó la oferta y el fotógrafo tomó algunas fotos, que gustaron tanto a él como a Arató. Lo invitaron a realizar más sesiones fotográficas y se realizaron más de cien fotografías de archivo. Aceptó que las fotografías se utilizaran para este propósito, con excepción de ilustrar temas sobre política, religión y sexo, ya que consideraba que esos temas son sensibles para muchas personas.
Más tarde, Arató buscó su nombre en Google Imágenes y vio las fotos de él mismo como médico, procedentes de la página web principal de un hospital. Unos meses después, volvió a buscarse y descubrió más fotografías, incluida una de su cara pegada en las cuatro caras del Monte Rushmore. Éstas fueron las primeras etapas del meme de Internet. El fotógrafo que tomó las fotografías de archivo le había pedido que sonriera, y muchos usuarios de Internet percibieron su sonrisa como falsa, enmascarando dolor, lo que finalmente le dio el apodo en el mundo anglosajón de "Hide the Pain Harold". Arató afirmó que se debió a que durante la sesión de fotos se cansó de sonreír demasiado.
Al principio, Arató no estaba contento con que la gente añadiera textos graciosos a sus fotos y afirmaba que él no era realmente un "tipo gracioso". Pero finalmente se dio cuenta de que había hecho cosas similares mientras estaba en la escuela, como garabatear en sus libros de texto sobre la imagen del poeta húngaro Juan Arany, haciéndolo parecer un pirata. Afirmó que cerrar una página web realmente no funcionaría, ya que el contenido del meme podría resurgir pronto, así que después de seis años, aceptó su estatus de meme popular. Esperaba que todos se olvidarían pronto del uso de sus fotos, pero eso no sucedió. Primero, usuarios de Internet de Estados Unidos comenzaron a publicar las fotos, luego la práctica se extendió a Europa y, más tarde, al resto del mundo.
Un usuario de Internet descubrió la verdadera identidad de Arató en 2019 y le envió un correo electrónico indicando que había muchos usuarios que creían que no era una persona real viva. Al principio, Arató ignoró la solicitud del usuario, pero después de recibir más correos electrónicos con la misma solicitud, aceptó subir una foto de sí mismo a su página de fans rusa, sosteniendo un cartel que decía "Я ЖИВ" ("YA ZHIV", en ruso "ESTOY VIVO"). Después de unas horas, la foto había sido vista por más de diez mil usuarios.

## Premios
En 2002, Arató ganó el Premio János Urbanek. La Asociación Electrotécnica Húngara (MEE, abreviatura de Magyar Elektrotechnikai Egyesület) concede anualmente este premio, que se otorga a un miembro que, en el marco de la vida de la asociación, tiene una actividad teórica o práctica destacada en el campo de la tecnología de la iluminación. En 2010, ganó el Premio Déri Miksa del MEE.